# Apollo (salle de cinéma)

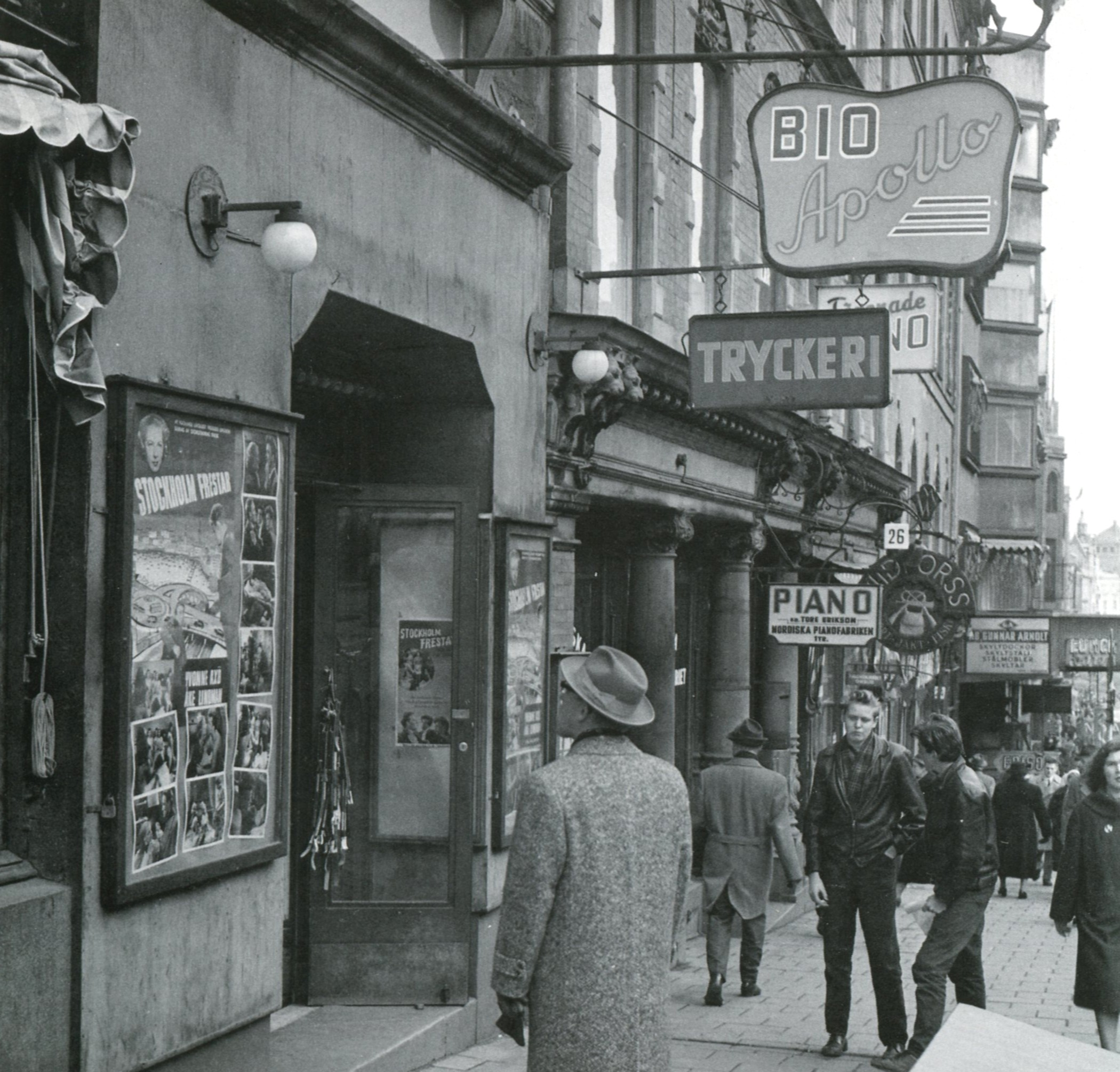
Le cinéma Apollo, en 1959.

Pour les articles homonymes, voir Apollo.
L'Apollo, ou Bio Apollo, est une ancienne salle de cinéma située au numéro 28 de la voie publique Hamngatan, dans le centre de Stockholm, en Suède. Elle a ouvert ses portes en 1907, et fait alors partie des premières salles de cinéma de la ville. La salle ferme en 1960, et le bâtiment est détruit dans le cadre du redéveloppement de Norrmalm.